# Oudard du Biez

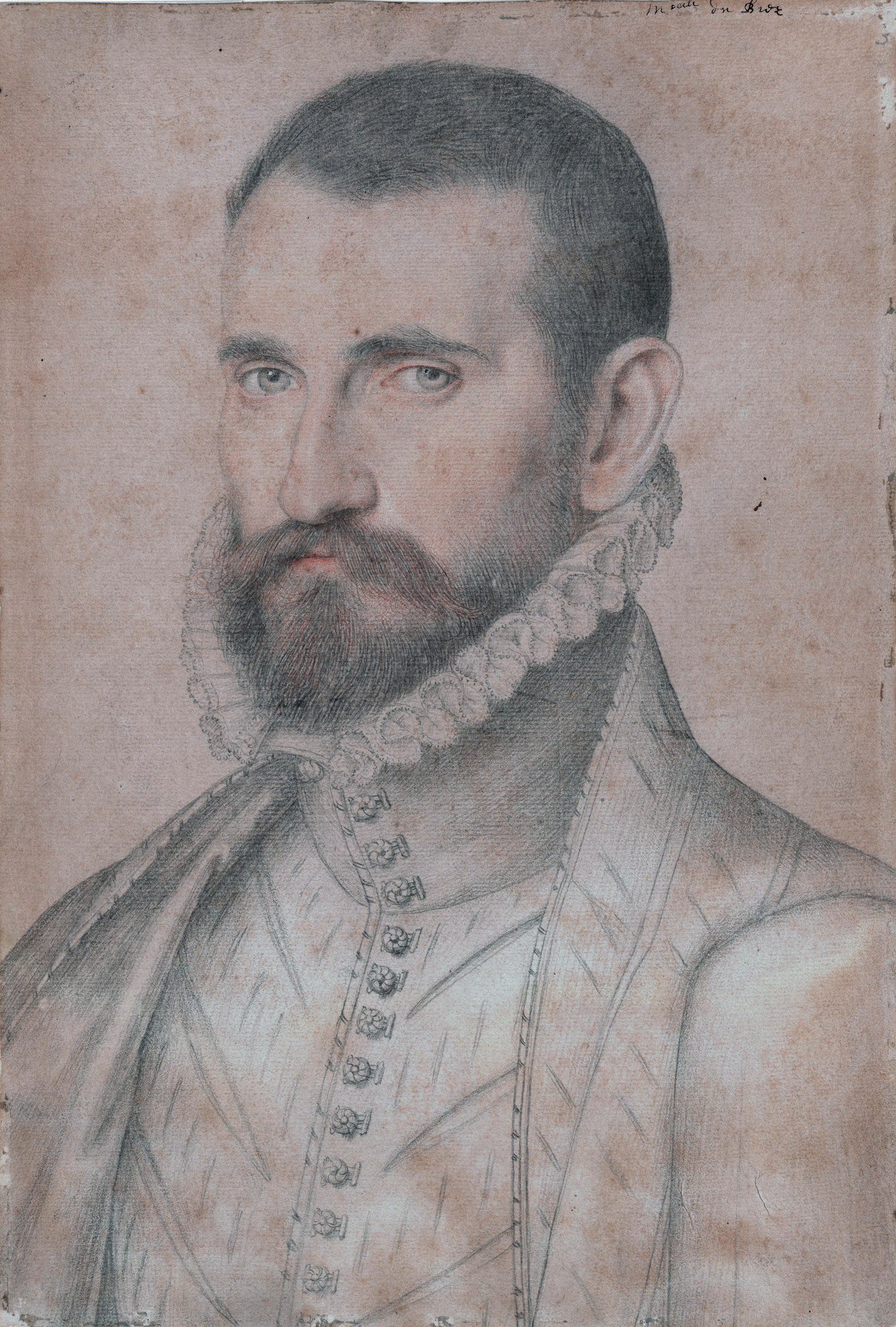
Oudart du Biez, Marschall von Frankreich, Schule von François Clouet, vor 1522

Oudard du Biez (auch Oudart geschrieben; † Juni 1553 in Paris) war ein französischer Adliger und Militär, Marschall von Frankreich.
Er war Seigneur du Biez, d’Escœuilles, d’Araines, d’Argueil, de Vendôme et de Saint-Vaast en Artois.

## Leben
Oudard du Biez war der Sohn von Antoine du Biez († 1485), Seigneur du Biez et d’Escœuilles, und Isabeau de Bergues-Saint-Winox († 1524). Er war nacheinander Kammerherr des Königs, Captaine von Boulogne, sowie Seneschall und Gouverneur des Boulonnais (Juni 1523).
Er verteidigte 1523 das von englischen und kaiserlichen Truppen belagerte Hesdin, obwohl es den Angreifern nach 15 Tagen gelungen war, eine Bresche von 40 Toisen zu schlagen. Als die Belagerer nach sechs Wochen nicht weiter gekommen waren, hoben sie die Belagerung Ende Oktober auf.
1528 diente er in Italien unter dem Kommando des Comte de Saint-Pol unter anderem bei der Belagerung von Pavia, das am 19. September im Sturm erobert wurde. 1536 wurde er zum Ritter im Ordre de Saint-Michel ernannt. Im gleichen Jahr überraschte er in der Picardie einen spanischen Kapitän, der Ort und Burg Éverny besetzt hatte, ließ alle Soldaten töten, die sich ihm widersetzt hatten, mit Ausnahme des Kapitäns und der Garnison, die er gefangen nahm.
Anfang 1542 wurde er zum Lieutenant-général der Picardie ernannt. Am 15. Juli 1542 wurde er – als Nachfolger von René de Montejean, der 1539 gestorben war – zum Marschall von Frankreich gemacht, weil der Dauphin seinen Ritterschlag von ihm als Marschall bekommen wollte.
Als 1544 die Champagne von Kaiser Karl V. und die Picardie vom englischen König Heinrich VIII. überfallen wurde, hatte du Biez, der in der Picardie kommandierte, kaum genügend Truppen für die Garnisonen der Festungen zur Verfügung. Die Verteidigung von Boulogne vertraute er seinem Schwiegersohn Jacques I. de Coucy, Seigneur de Vervins an, der am 14. September kapitulierte und die Stadt den Engländern übergab. Du Biez hielt Montreuil besetzt und widerstand der Belagerung vier Monate lang, bis der Dauphin zum Entsatz kam. Teilweise erfolgreich war der Angriff des Dauphin und des Marschalls auf Boulogne: Die Unterstadt konnte erobert werden, die Oberstadt vor dem Winter nicht mehr. Am 18. Mai 1545 wurde er zum kommandierenden Lieutenant-général der Picardiearmee ernannt und befahl dann den Bau eines Forts, um den Hafen von Boulogne zu blockieren, wobei er zum Standort zum einen den Befehl des Königs missachtete, zum anderen der von ihm ausgesuchte Platz sich als so ungeeignet erwies, dass das Fort wieder abgerissen werden musste.
Allerdings hatte der Dauphin gegen ihn und seinen Schwiegersohn Jacques de Coucy wegen des Verlusts von Boulogne und der bis zum Friedensschluss mit England vergeblichen Bemühungen, die Stadt zurückzugewinnen, eine Aversion entwickelt, so dass er ihn, nachdem er 1547 als Heinrich II. König geworden war, verhaften ließ. Ihm und Coucy wurde der Prozess gemacht, der für beide mit dem Todesurteil endete. Coucy wurde im Juli 1549 hingerichtet, du Biez am 3. August 1551 verurteilt. Auf dem Schafott wurde die Strafe vom König in Haft auf Burg Loches umgewandelt, sein Marschallstab wurde eingezogen, die Mitgliedschaft im Ordre de Saint-Michel wurde aufgehoben und der Adelsstand aberkannt.
Später wurde er freigelassen. Er ließ sich in seinem Haus bei der Abtei Saint-Victor in Paris nieder, wo er im Juni 1553 starb. Er wurde in Le Biez bestattet. Im September 1575 wurden er und sein Schwiegersohn rehabilitiert. Am 14. Juni 1577 wurde mit großem Pomp für ihn eine Trauerfeier abgehalten.

## Ehe und Familie
Oudard du Biez heiratete Jeanne de Senlis, Tochter von Jacques des Senlis, Seigneur de Radinghem, und Philippes d’Alennes. Ihre Kinder waren:
- Isabelle du Biez; ⚭ 7. September 1537 Jacques I. de Coucy († hingerichtet Juli 1549), Seigneur de Vervins, Gouverneur von Landrecies
- Madeleine du Biez; ⚭ (Ehevertrag vom 7. Dezember 1537) Jacques, Seigneur de Fouquesolle et d’Andreham.